# Spoorlijn Düsseldorf - Hagen
De spoorlijn Düsseldorf - Hagen is een Duitse spoorlijn en is als spoorlijn 2400 onder beheer van DB Netze.

## Geschiedenis
Het traject werd door de Bergisch-Märkische Eisenbahn-Gesellschaft in fases geopend.
- Düsseldorf - Kupferdreh: 1 februari 1872
- Kupferdreh - Überruhr: 1 december 1847
- Überruhr - Dalhausen: 1 januari 1874
- Dalhausen - Henrichshütte: 15 december 1869
- Henrichshütte - Vorhalle: 1 juni 1874
- Vorhalle - Hagen Hbf: 20 december 1848

Oorspronkelijk volgde de lijn in Düsseldorf een meer oostelijk tracé vanaf de aansluiting Oberbilk aan de lijn Aken - Kassel via station Rath BME. In 1891 is de lijn verlegd vanaf Düsseldorf Hbf via Düsseldorf-Rath en station Rath BME gesloten. Ten noorden van Düsseldorf-Rath is de lijn in 1919 nogmaals verlegd.  
Sinds 1965 is een aantal gedeeltes van de lijn gesloten en vindt er geen doorgaand treinverkeer meer plaats. 

## Treindiensten
De Deutsche Bahn verzorgt het personenvervoer op dit traject met RE treinen. Abellio Rail NRW verzorgt het personenvervoer met RE en RB treinen.
| Serie | Treinsoort                          | Route | Bijzonderheden    |
| ----- | ----------------------------------- | --- | ----------------- |
| RE 4  | Regional-Express (National Express) | Aachen Hbf – Herzogenrath – Rheydt Hbf – Mönchengladbach Hbf – Neuss Hbf – Düsseldorf Hbf – Wuppertal Hbf – Hagen Hbf – Witten Hbf – Dortmund Hbf | Wupper-Express    |
| RE 16 | Regional-Express (Abellio Rail NRW) | Essen Hbf – Bochum Hbf – Witten Hbf – Hagen Hbf – Hohenlimburg – Letmathe – [ Iserlohn ] / Werdohl – Kreuztal – Siegen                            | Ruhr-Sieg-Express |
| RB 40 | Regionalbahn (Abellio Rail NRW)     | Essen Hbf – Essen-Kray Süd – Wattenscheid – Bochum Hbf – Witten Hbf – Wetter (Ruhr) – Hagen-Vorhalle – Hagen Hbf                                  | Ruhr-Lenne-Bahn   |

### S-Bahn Rhein-Ruhr
Op het traject rijdt de S-Bahn Rhein-Ruhr de volgende routes:
| Serie | Treinsoort            | Route | Bijzonderheden                             |
| ----- | --------------------- | --- | ------------------------------------------ |
| S 1   | S-Bahn (DB Regio NRW) | Solingen Hbf – Düsseldorf Hbf – Düsseldorf Luchthaven – Duisburg Hbf – Mülheim (Ruhr) Hbf – Essen Hbf – Bochum Hbf – Dortmund Hbf   |                                            |
| S 3   | S-Bahn (DB Regio NRW) | Oberhausen Hbf – Mülheim (Ruhr) Hbf – Essen Hbf – Hattingen (Ruhr) Mitte                                                            |                                            |
| S 5   | S-Bahn (DB Regio NRW) | Dortmund Hbf – Witten-Annen Nord – Witten Hbf – Wetter (Ruhr) – Hagen Hbf                                                           |                                            |
| S 6   | S-Bahn (DB Regio NRW) | Köln-Worringen – Köln-Nippes – Köln Hbf – Langenfeld (Rhld) – Düsseldorf-Benrath – Düsseldorf Hbf – Ratingen Ost – Essen Hbf        | Dienstregeling S6 geldig vanaf 10-12-2023  |
| S 9   | S-Bahn (DB Regio NRW) | Haltern am See – Marl Mitte – Bottrop Hbf – Essen Hbf – Essen-Kupferdreh – Velbert-Langenberg – Wuppertal-Vohwinkel – Wuppertal Hbf |                                            |
| S 11  | S-Bahn (DB Regio NRW) | Düsseldorf Luchthaven Terminal – Düsseldorf Hbf – Neuss Hbf – Norf – Nievenheim – Dormagen – Köln Hbf – Bergisch Gladbach           | Dienstregeling S11 geldig vanaf 10-12-2023 |

## Aansluitingen
In de volgende plaatsen is of was er een aansluiting op de volgende spoorlijnen:
Düsseldorf Hauptbahnhof
DB 2412, spoorlijn tussen Düsseldorf-Bilk en Düsseldorf
DB 2413, spoorlijn tussen Düsseldorf-Eller en Düsseldorf Hauptbahnhof
DB 2414, spoorlijn tussen Düsseldorf Hauptbahnhof en Düsseldorf Abstellbf
DB 2416, spoorlijn tussen Düsseldorf Hauptbahnhof en Düsseldorf-Unterrath
DB 2419, spoorlijn tussen Düsseldorf Hauptbahnhof en Düsseldorf Abstellbf
DB 2525, spoorlijn tussen Neuss en aansluiting Linderhausen
DB 2550, spoorlijn tussen Aken en Kassel
DB 2650, spoorlijn tussen Keulen en Hamm
DB 2670, spoorlijn tussen Keulen en Duisburg
Düsseldorf-Derendorf
DB 2401, spoorlijn tussen Düsseldorf-Derendorf en aansluiting Vogelsang
DB 2407, spoorlijn tussen Düsseldorf-Derendorf en Düsseldorf-Unterrath
aansluiting Vogelsang
DB 2401, spoorlijn tussen Düsseldorf-Derendorf en aansluiting Vogelsang
Düsseldorf-Rath
DB 11, spoorlijn tussen Düsseldorf-Rath en Düsseldorf-Derendorf
DB 13, spoorlijn tussen Düsseldorf-Rath en Düsseldorf-Lierenfeld
DB 2324, spoorlijn tussen Mülheim-Speldorf en Niederlahnstein
Kettwig-Stausee
DB 2724, spoorlijn tussen aansluiting Oberdüssel en Kettwig Stausee
Kettwig
DB 2185, spoorlijn tussen Kettwig en Mülheim-Styrum
Essen-Werden
DB 2161, spoorlijn tussen Essen-Werden en Essen Hauptbahnhof
Essen-Kupferdreh
DB 2723, spoorlijn tussen Wuppertal-Vohwinkel en Essen-Kupferdreh
lijn tussen Essen Kupferdreh en Hesperbrück
Essen-Überruhr
DB 2165, spoorlijn tussen Essen-Überruhr en Bochum-Langendreer
Altendorf
DB 2180, spoorlijn tussen Mülheim-Heißen en Altendorf
Bochum-Dahlhausen
DB 2165, spoorlijn tussen Essen-Überruhr en Bochum-Langendreer
DB 2167, spoorlijn tussen Bochum-Dahlhausen W301 en W397
Hattingen
DB 2292, spoorlijn tussen Hattingen en Hattingen Mitte
DB 2713, spoorlijn tussen Wuppertal-Wichlinghausen en Hattingen
Blankenstein
lijn tussen Bossel en Blankenstein
Wegern Ost
DB 2144, spoorlijn tussen Witten Höhe en Wengern Ost
Hagen-Vorhalle
DB 2801, spoorlijn tussen Hagen en Dortmund
DB 2803, spoorlijn tussen Hagen-Vorhalle en Hagen Güterbahnhof
DB 2820, spoorlijn tussen Hagen-Vorhalle en Hagen-Kabel
DB 2822, spoorlijn tussen Hagen-Eckesey en Hagen-Vorhalle
DB 2824, spoorlijn tussen Hagen-Vorhalle W422 en W550
DB 2825, spoorlijn tussen Hagen-Vorhalle W421 en W513
Hagen Hauptbahnhof
DB 26, spoorlijn tussen Hagen Hauptbahnhof en Hagen-Eckesey
DB 2550, spoorlijn tussen Aken en Kassel
DB 2800, spoorlijn tussen Hagen en Haiger
DB 2801, spoorlijn tussen Hagen en Dortmund
DB 2804, spoorlijn tussen Hagen en Hagen-Heubing
DB 2810, spoorlijn tussen Hagen en Dieringhausen
DB 2816, spoorlijn tussen Hagen en Ennepetal-Altenvoerde
DB 2819, spoorlijn tussen Hagen en Hagen-Oberhagen

## Elektrische tractie
Het traject werd gedeeltelijk geëlektrificeerd met een wisselspanning van 15.000 volt 16⅔ Hz.